# Helmut Swiczinsky

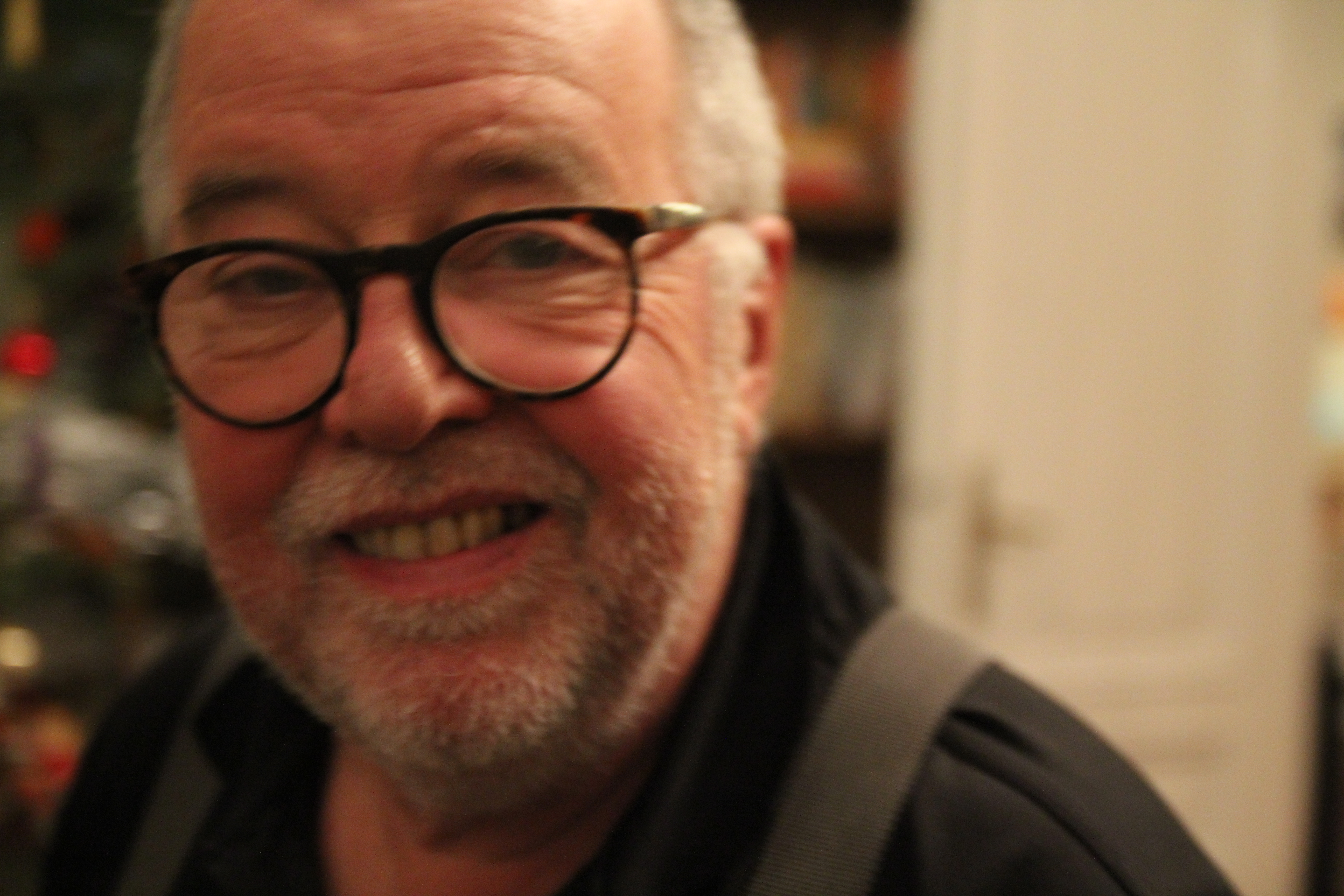
Helmut Swiczinsky 2010

Helmut Swiczinsky (* 13. Januar 1944 in Posen; † 29. Juli 2025) war ein österreichischer Architekt. Gemeinsam mit seinem Architektur-Kollegen Prix erhielt er u. a. den Deutschen Architekturpreis (1999), den Großen Österreichischen Staatspreis (2000) und den European Steel Award (2001).

## Leben
Helmut Swiczinsky studierte an der Technischen Universität Wien sowie der Architectural Association in London Architektur. Als Architekt gründete er mit Wolf D. Prix und Michael Holzer 1968 die Wiener Architektengruppe Coop Himmelb(l)au, aus der er 2000 als Geschäftsführer und 2006 als Gesellschafter wieder ausschied. 1973 war er als Gastprofessor an der Architectural Association in London. Helmut Swiczinsky war ständiges Mitglied der Europäischen Akademie der Wissenschaften und Künste mit Sitz in Salzburg.
Helmut Swiczinsky war Mitglied der Europäische Akademie der Wissenschaften und Künste.

## Bauwerke und Projekte mit Beteiligung von Helmut Swiczinsky (Auswahl)

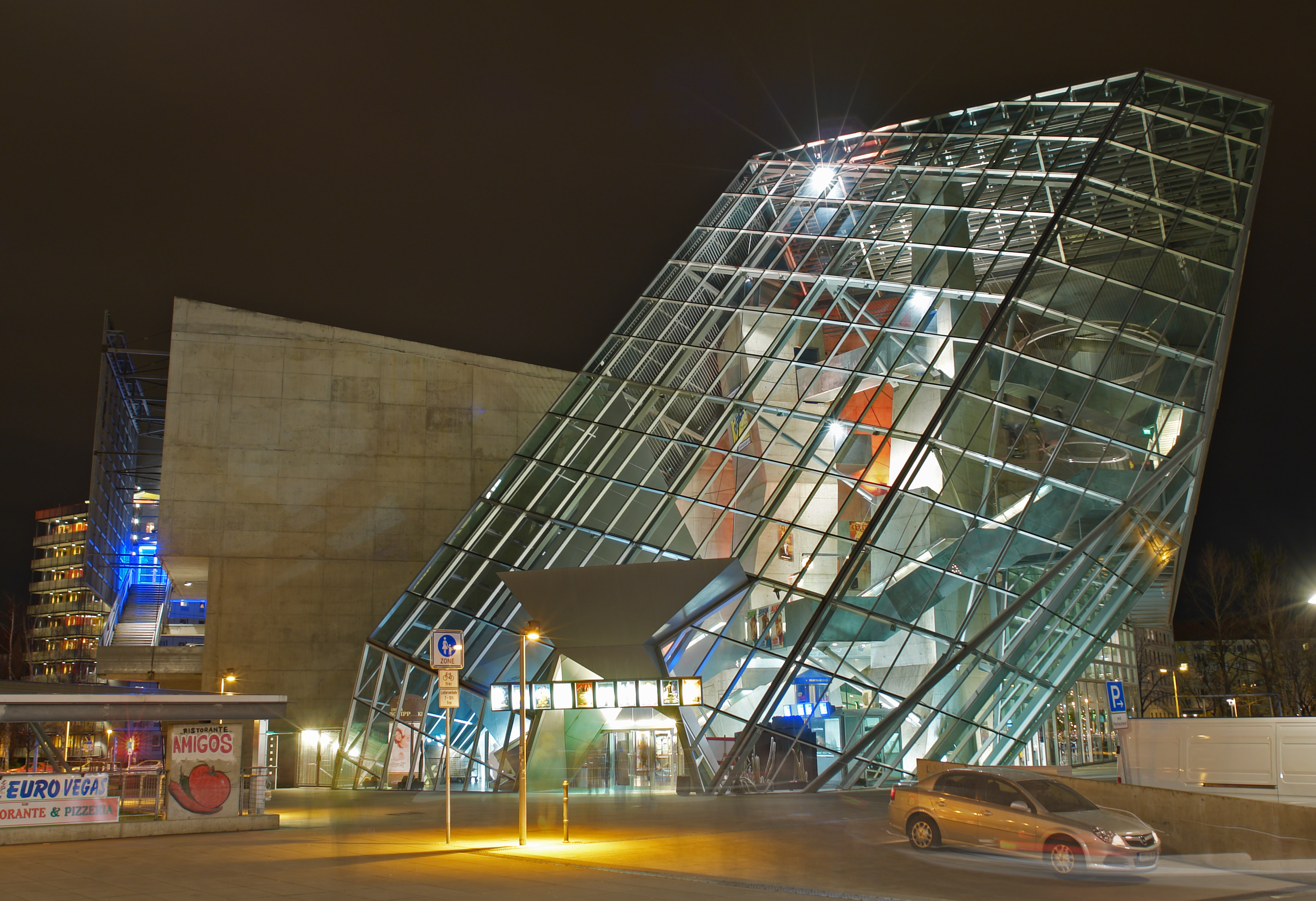
UFA-Palast Prager Straße, Dresden

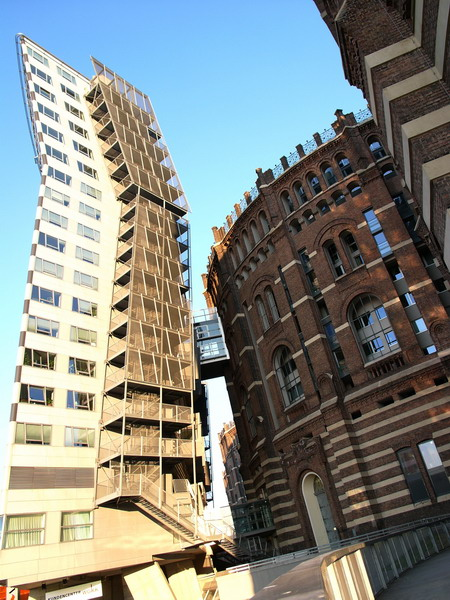
Gasometer Wien

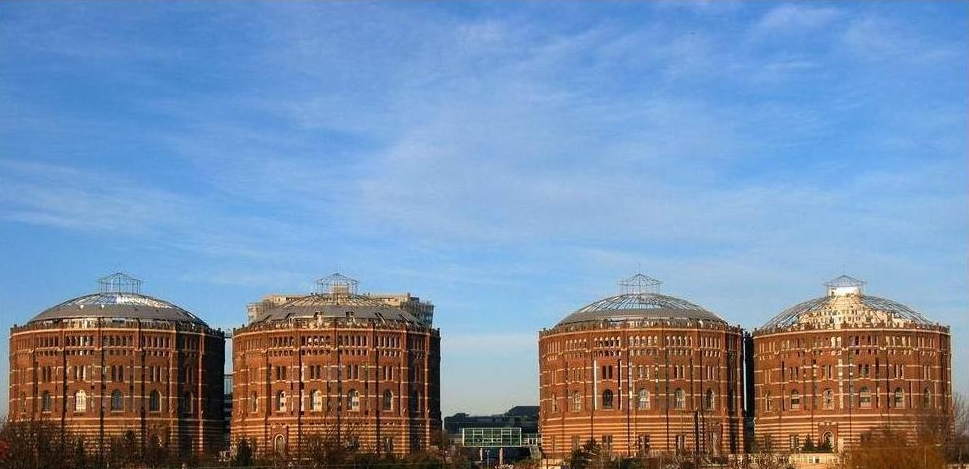
Gasometer, Wien

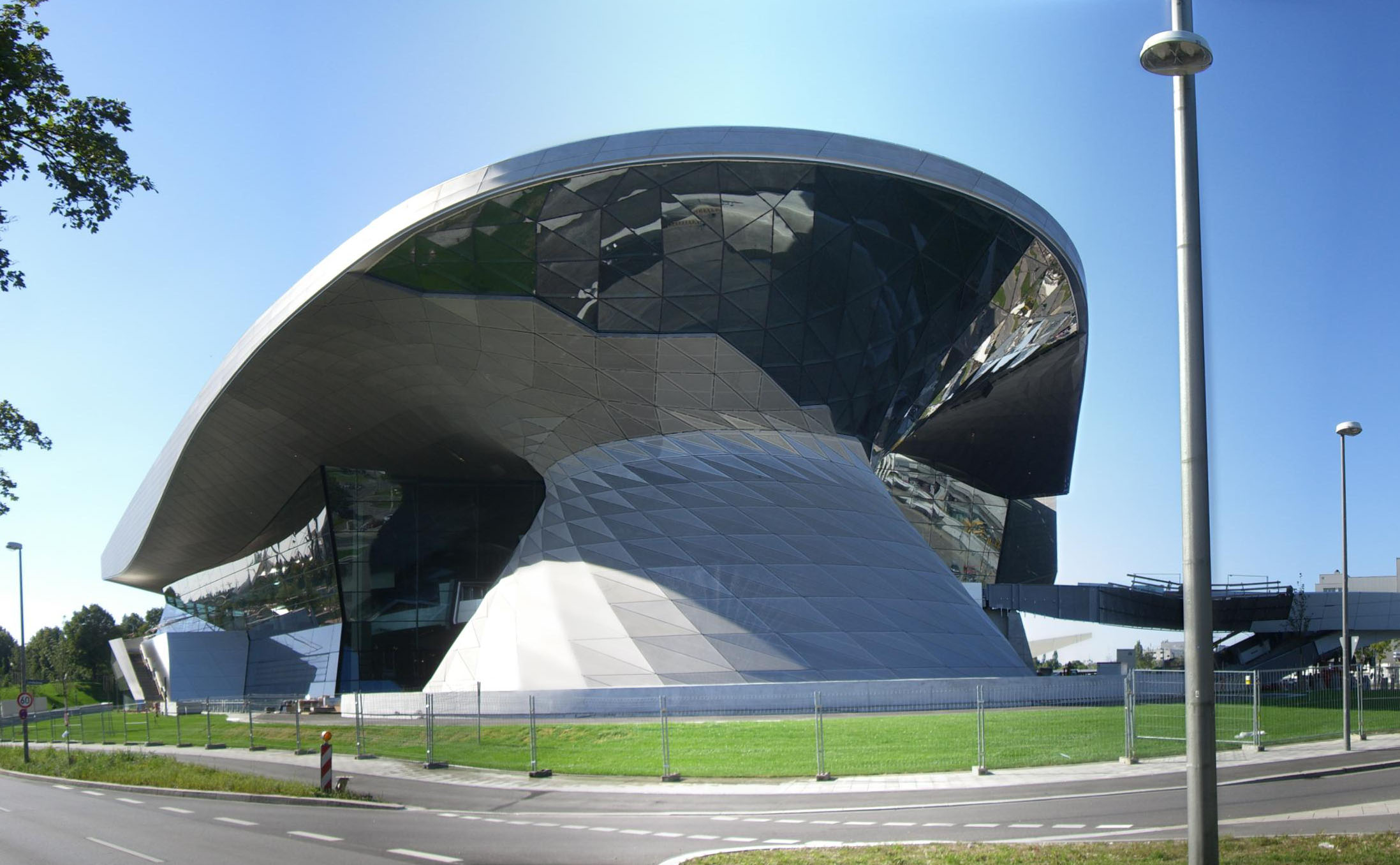
BMW Welt, München

## Ausstellungen
- 1968 Villa Rosa Wien, Österreich, UIEA-Kongress[5]
- 2012: Coop Himmelb(l)au: 7+, Aedes am Pfefferberg, Berlin[5]
- 2015: Ausstellung über Coop Himmelb(l)au im Deutschen Architekturmuseum (DAM), Frankfurt[6]